# 検査
| ウィキペディアには「検査」という見出しの百科事典記事はありません（タイトルに「検査」を含むページの一覧/「検査」で始まるページの一覧）。 代わりにウィクショナリーのページ「検査」が役に立つかもしれません。 |